# Élections générales saskatchewanaises de 1991
L'élection générale saskatchewanaise de 1991 se déroule le 21 octobre 1991 afin d'élire les députés de l'Assemblée législative de la Saskatchewan. Il s'agit de la 22e élection générale en Saskatchewan depuis la création de cette province du Canada en 1905.

## Résultats
| Parti                                | Parti                      | Chef                        | # de candidats | Sièges | Sièges | Sièges  | Voix    | Voix    | Voix     |
| Parti                                | Parti                      | Chef                        | # de candidats | 1986   | Élus   | % Diff. | #       | %       | % Diff.  |
| ------------------------------------ | -------------------------- | --------------------------- | -------------- | ------ | ------ | ------- | ------- | ------- | -------- |
|                                      | Nouveau Parti démocratique | Roy Romanow                 | 66             | 25     | 55     | +120 %  | 275 780 | 51,05 % | +5,85 %  |
|                                      | Progressiste-conservateur  | Grant Devine                | 66             | 38     | 10     | -73,7 % | 137 994 | 25,54 % | -19,07 % |
|                                      | Libéral                    | Lynda Haverstock            | 66             | 1      | 1      | -       | 125 814 | 23,29 % | +13,30 % |
|                                      | Indépendant                | Indépendant                 | 8              | -      | -      | -       | 592     | 0,11 %  | +0,04 %  |
|                                      | Indépendance (WCC)         | Hilton J. Spencer (défault) | 1              | -      | -      | -       | 46      | 0,01 %  | -0,07 %  |
| Total                                | Total                      | Total                       | 207            | 64     | 66     | +3,1 %  | 540 226 | 100 %   |          |
| Source : (en) Elections Saskatchewan |                            |                             |                |        |        |         |         |         |          |

 Note :
* N'a pas présenté de candidats lors de l'élection précédente.